# Slovenský rozhlas
Slovenský rozhlas (SRo, po polsku Słowackie Radio) – część słowackiego nadawcy radiowo-telewizyjnego Rozhlas a televízia Slovenska. Jako samodzielny nadawca istniał od 16 czerwca 1939 do 28 kwietnia 1948 oraz od 1 stycznia 1993 do 1 stycznia 2011. Siedziba radia znajduje się w stolicy kraju, Bratysławie, w budynku przypominającym odwróconą piramidę.

## Programy
Obecnie nadaje 9 kanałów radiowych:
- naziemne (analogowe)
  - Rádio Slovensko
  - Rádio Regina
  - Rádio Devín
  - Rádio FM
  - Rádio Patria
- cyfrowe
  - Rádio Slovakia International
  - Rádio Klasika
  - Rádio Litera
  - Rádio Junior

Rádio Slovensko, Rádio Regina, Rádio Devín i Rádio_FM nadają na falach ultrakrótkich; Rádio Patria na UKF-ie i falach średnich. Wszystkie stacje nadają drogą satelitarną, w internecie, a także w DVB-T.

## Logo[5]
| do 2007 r.        | Czerwone i niebieskie linie, układające się na kształt mikrofonu; obok niebieski napis: SLOVENSKÝ ROZHLAS                                                             |
| 2007 r. – 2012 r. | 5 kwadratów wchodzących do środka, niebieski, zielony, żółty, pomarańczowy i czerwony; obok napis Slovenský rozhlas, pod nim: Pre každého niečo, pre všetkých všetko. |